# Тяжмаш (футбольный клуб)
«Тяжмаш» — советский футбольный клуб из Сызрани. Создан в 1949 году. В 1960—1970 годах играл в первенстве СССР.

## Названия
- До 1965 — «Нефтяник»;
- С 1966 — «Тяжмаш».

## История
В 1949 году на базе треста «Сызраньнефть» была сформирована сборная команда города Сызрани для участия в Первенстве РСФСР среди команд КФК. Финансирование команды поручили горкому профсоюзов работников нефтяной промышленности и клуб получил название «Нефтяник». В том же году на Первенстве РСФСР среди команд КФК «Нефтяник» выступил в зоне «Поволжье», где занял восьмое место среди 13 команд. В мае 1949 года в розыгрыше Кубка РСФСР среди команд КФК «Нефтяник» одолел «Науку» (Саратов) со счетом 1:0, но затем уступил с таким же счетом «Металлургу» (Сталинград).
В 1950 году на Первенстве спортивного общества среди нефтяных предприятий СССР «Нефтяник», одержав пять побед, и, сведя две встречи вничью, занял первое место и стал чемпионом. В следующем сезоне клуб повторил этот результат. В 1953 году сызранская команда была бронзовым призёром этого турнира. В том же году «Нефтяник» боролся за первое место в одной из зон первенства РСФСР среди команд КФК, но отстал от победителя зоны на одно очко.
В 1955 году, «Нефтяник», ставший шестым в зоне, уступил место чемпиону области — команде «Луч» (Чапаевск). На следующий год «Нефтяник», выиграв переходный матч, вновь включился в Первенство РСФСР среди команд КФК 1957 года. За это время началась смена поколений.
В 1960—1962 годах играл в Классе «Б» первенства СССР — втором уровне системы лиг. В 1966—1969 годах играл в Классе «Б», являвшимся третьим уровнем, в 1970 году — в Классе «Б» (Д-4). В розыгрышах Кубка СССР играл в 1961—1967 годах.

## Достижения
- В первенстве СССР — 8-е место в зональном турнире класса «Б» (Д-2) 1962 года.
- В кубке СССР — поражение в зональном финале (1967/68).